# اندرو دیکسون
اندرو دیکسون (انگلیسی: Andrew Dickson؛ زادهٔ ۱۹۴۵) آهنگساز اهل بریتانیا است.
از فیلم‌ها یا مجموعه‌های تلویزیونی که وی در آن‌ها نقش داشته‌است، می‌توان به آرزوهای دوردست اشاره نمود.